# دال ميتشيل
دال ميتشيل (و. 1989  م) هو لاعب هوكي الجليد  كندي، ولد في Etobicoke ‏، مركز لعبه هو جناح ‏.